# Флонхајм
Флонхајм (њем. Flonheim) општина је у њемачкој савезној држави Рајна-Палатинат. Једно је од 69 општинских средишта округа Алцеј-Вормс. Према процјени из 2010. у општини је живјело 2.640 становника. Посједује регионалну шифру (AGS) 7331025.

## Географски и демографски подаци
Флонхајм се налази у савезној држави Рајна-Палатинат у округу Алцеј-Вормс. Општина се налази на надморској висини од 198 метара. Површина општине износи 15,0 km². У самом мјесту је, према процјени из 2010. године, живјело 2.640 становника. Просјечна густина становништва износи 177 становника/km².

## Међународна сарадња
| Мјесто | Држава    | Врста сарадње | Од    |
| ------ | --------- | ------------- | ----- |
|        | Француска | партнерство   | 1975. |
| Извор  |           |               |       |